# Fritz Benicke
Fritz Benicke (Charlottenburg, 11 agosto 1894 – Starnberg, 14 marzo 1975) è stato un generale tedesco della Wehrmacht durante la seconda guerra mondiale.

## Biografia
Benicke entrò nell'esercito imperiale tedesco il 19 luglio del 1913 come sottufficiale, venendo assegnato al 20º battaglione pionieri. Dal 15 marzo al 1º agosto 1914 frequentò la scuola di guerra di Hersfeld e promosso tenente il 7 agosto di quello stesso anno. Combatté la prima guerra mondiale col 77º reggimento pionieri dal 1915 al 1916, divenendo poi comandante di compagnia nel 1917 nel 376º battaglione pionieri e dal 1918, ottenne il comando del 76° pionieri in riserva.
Dopo un breve periodo in riserva, nel 1919 ottenne di entrare nel Reichswehr e venne incluso nello staff del 2º battaglione pionieri della 4ª divisione. Trasferito allo staff della brigata "van Dassel" di stanza in Prussia orientale, nel 1922 ottenne di essere integrato nel 3º battaglione pionieri. Sempre nel 1922, frequentando l'università, ottenne il dottorato in scienze politiche. Nel 1926 ottenne il grado di capitano e divenne capo compagnia nel 3º battaglione pionieri dal 1925. Nel 1935, dopo aver ottenuto il grado di maggiore, venne trasferito nella Wehrmacht e divenne comandante del 47º battaglione pionieri, mantenendo tal carica sino al 1940. Nel frattempo ottenne il grado di tenente colonnello (1937) e poi di colonnello (1940), assumendo con quest'ultimo grado l'incarico di comandante del gruppo pionieri del 1° Panzergruppe, venendo assegnato dal 1943 alla scuola per panzer di Bergen. Sempre nel 1943 ottenne il grado di maggiore generale e comandò la XXV. Panzerdivision, dalla quale venne posto in riserva dal 16 aprile al 1º maggio 1944. Richiamato in servizio attivo, gli venne assegnato il comando della 41ª divisione di artiglieria da fortezza per soli tre mesi, per poi essere nuovamente posto in riserva.
Il 1º agosto 1944 venne richiamato in servizio per ottenere il comando della linea B1 del XXI distretto militare che gli affidava contemporaneamente il comando delle fortezze dell'Alta Slesia, incarico che mantenne sino all'8 maggio 1945.
Catturato, venne rilasciato nel 1947 e si ritirò a vita privata a Starnberg dove morì nel 1975.